# Kris Kristofferson
Kris Kristofferson, pseudonimo di Kristofer Kristoffer (Brownsville, 22 giugno 1936 – Hana, 28 settembre 2024), è stato un cantautore, musicista e attore statunitense di origini svedesi.
Tra i volti più noti della musica statunitense, Kristofferson è considerato uno dei maggiori autori di musica country della storia. Vincitore di quattro Grammy Award, Kristofferson è stato anche inserito nella prestigiosa Country Music Hall of Fame. Le sue canzoni sono state registrate da numerosi artisti, tra i quali Johnny Cash ed Elvis Presley. Tra gli anni '80 e '90, assieme a Johnny Cash, Willie Nelson e Waylon Jennings, fu anche membro del gruppo The Highwaymen.

## Biografia

### Infanzia e gioventù
Figlio di un generale dell'aviazione americana, studiò letteratura al Pomona College in California, giocando anche nella squadra di rugby e laureandosi con lode nel 1958; poi grazie a una borsa di studio poté andare in Inghilterra a studiare letteratura inglese alla Oxford University (al Merton College), dove dimostrò grande abilità nelle materie letterarie, conseguendo nel 1960 la seconda laurea. Si manifestò precocemente però il vizio dell'alcool, che caratterizzò gran parte della sua vita. 

### Carriera musicale
Alla fine degli anni '60, Johnny Cash interpretò la canzone Sunday Mornin' Comin' Down, e ciò fu l'inizio del successo di Kristofferson.
Nel 1969 si fidanzò con Janis Joplin, che prima di morire reinterpretò e portò al successo la sua Me and Bobby McGee, che in origine si chiamava Me and Bobbie McGee, dedicata a una donna. 
Entrò poi in contatto con Johnny Cash, Willie Nelson e Waylon Jennings, coi quali fondò The Highwaymen, un supergruppo country. 
Parallelamente al successo aumentarono i problemi con l'alcool. Mentre cercava di curarsi dalla dipendenza da whisky conobbe Dennis Hopper, che lo fece recitare in Fuga da Hollywood (1971). Negli anni '70, fu un discografico di rilevanza nazionale e, a Nashville, fu il primo a produrre un disco di Billy Joe Shaver.
In quello stesso periodo Kristofferson si impegnò anche in progetti di musica di protesta politica e in alcuni lavori collaborativi, come The Winning Hand (del 1982) in collaborazione con Dolly Parton, Willie Nelson e Brenda Lee.
Nel 2004 Kristofferson fu inserito nella prestigiosa Country Music Hall of Fame.

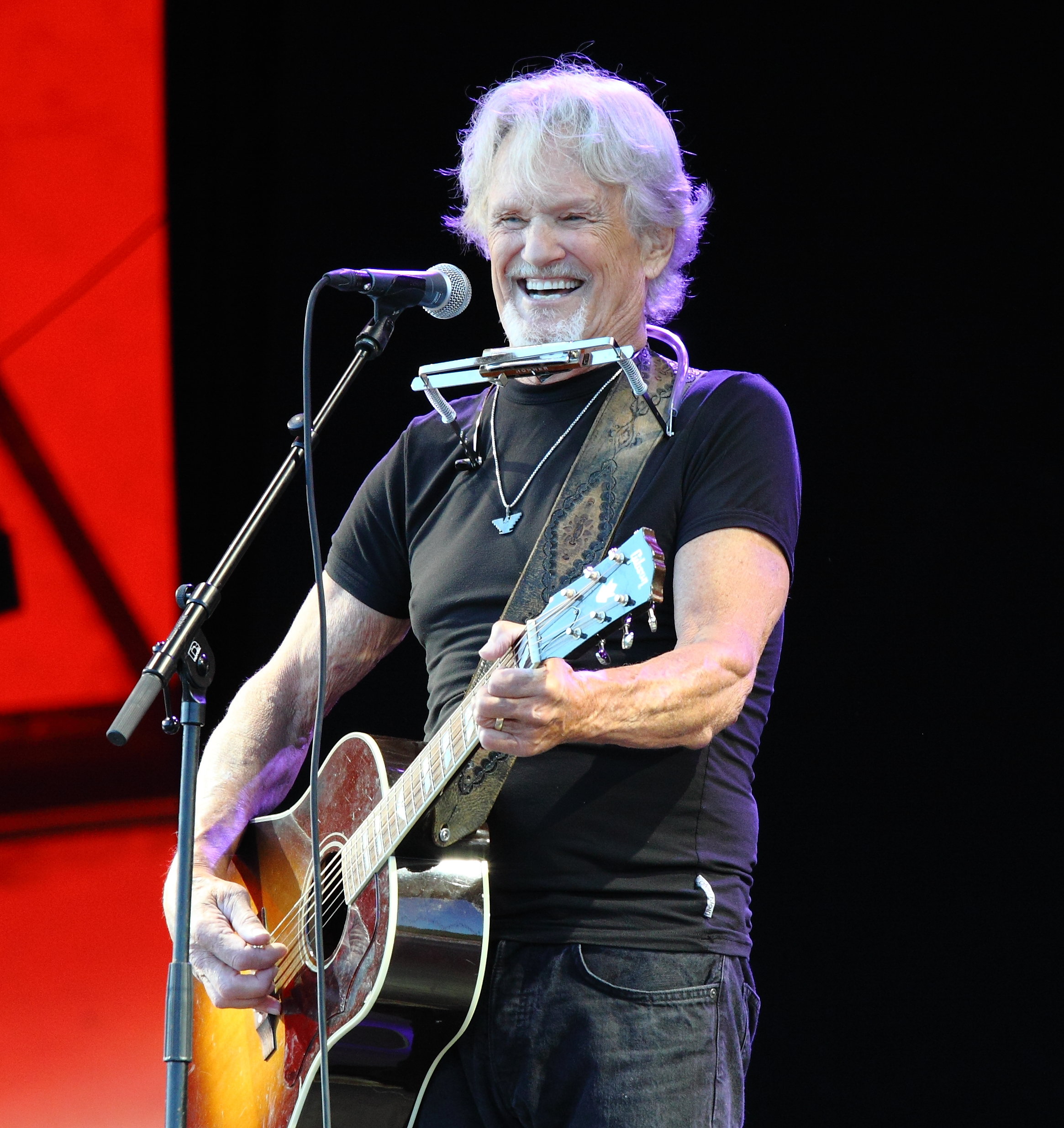
Kris Kristofferson in concerto nel 2013

Nella sua lunga carriera, le sue canzoni influenzarono numerosi artisti e vennero interpretate da cantanti di grande fama come Johnny Cash e Elvis Presley. Ricevette elogi da critica e pubblico oltreché da altri colleghi come Bob Dylan.
Nel febbraio del 2020 egli tenne il suo ultimo concerto e l'anno seguente annunciò il suo ritiro dalle scene.

### Carriera da attore
L'inizio della carriera cinematografica di Kristofferson fu Fuga da Hollywood, del 1971, a seguito del quale cominciò a recitare in altri film, anche con registi come Martin Scorsese in Alice non abita più qui (1974) e Sam Peckinpah in Pat Garrett e Billy Kid (1973), Voglio la testa di Garcia (1974) e Convoy - Trincea d'asfalto (1978). Raggiunse il culmine della carriera recitando ne I cancelli del cielo di Michael Cimino, film che portò sull'orlo del fallimento la United Artists per i costi elevati. 
Nel 1985 affiancò Geneviève Bujold in Stati di alterazione progressiva, nel 1989 recitò in Millennium e nel 1998 in Le ragazze della notte, nella trilogia di Blade (1998-2004), e fu diretto da Tim Burton in Planet of the Apes - Il pianeta delle scimmie (2001).

### Morte
Kristofferson è morto nel 2024 a 88 anni, nella sua residenza alle Hawaii, circondato dai suoi cari. La causa del decesso non è stata resa nota.

## Vita privata
Kristofferson si sposò tre volte ed ebbe 8 figli.
Nel 1961 sposò Frances "Fran" Mavia Beer, dalla quale poi divorziò. Dal matrimonio nacquero due figli. Nel 1973 l'artista sposò Rita Coolidge e i due rimasero assieme fino al divorzio, reso ufficiale nel 1980. La coppia ebbe un figlio. In terze nozze Kristofferson sposò Lisa Meyers nel 1983; i due ebbero cinque figli e vissero a lungo a Malibù in California. È stato nell'esercito statunitense, congedato con il grado di capitano dei paracadutisti Airborne Rangers.

## Discografia

### Album (studio, raccolte e live)
- 1970 - Kristofferson (Monument Records)
- 1971 - The Silver Tongued Devil and I (Monument Records)
- 1972 - Border Lord (Monument Records)
- 1972 - Jesus Was a Capricorn (Monument Records)
- 1973 - Full Moon (A&M Records) con Rita Coolidge
- 1974 - Spooky Lady's Sideshow (Monument Records)
- 1974 - Breakaway (Monument Records) con Rita Coolidge
- 1975 - Who's to Bless and Who's to Blame (Monument Records)
- 1976 - Surreal Thing (Monument Records)
- 1976 - A Star Is Born (Columbia Records) - colonna sonora
- 1977 - Songs of Kristofferson (Columbia Records) Raccolta
- 1978 - Easter Island (Monument Records)
- 1978 - Natural Act (A&M Records) con Rita Coolidge
- 1979 - Shake Hands with the Devil (Monument Records)
- 1981 - To the Bone (Monument Records)
- 1986 - Repossessed (Mercury Records)
- 1990 - Third World Warrior (PolyGram Records)
- 1991 - Singer-Songwriter (Columbia/Legacy Records) Raccolta, 2 LP
- 1992 - Live at the Philharmonic (Mercury Records) Live
- 1995 - A Moment of Forever (Justice Records)
- 1995 - Best of Kris Kristofferson (Sony Records) Raccolta
- 1998 - The Austin Sessions (Guardian Records)
- 2003 - Broken Freedom Song: Live from San Francisco (Oh Boy Records) Live
- 2004 - The Essential Kris Kristofferson (Monument Records) Raccolta
- 2006 - This Old Road (New West Records)
- 2009 - Closer to the Bone (New West Records)
- 2010 - Please Don't Tell Me How the Story Ends: The Publishing Demos (Light in the Attic Records) Raccolta
- 2011 - Playlist: The Very Best of Kris Kristofferson (Columbia Records) Raccolta
- 2013 - Feeling Mortal (KK Records)
- 2014 - An Evening with Kris Kristofferson: The Pilgrim; Ch 77 - Union Chapel, London (Virgin Records) Live

### Collaborativi

#### Con gli The Highwaymen
- 1990 - Highwayman 2 (Sony Records)
- 1985 - Highwayman (CBS Records)
- 1995 - The Road Goes On Forever (Liberty Records)

#### Con altri artisti
- 1973 - Full Moon con Rita Coolidge
- 1974 - Breakaway con Rita Coolidge
- 1976 - A Star Is Born con Barbra Streisand
- 1978 - Natural Act con Rita Coolidge
- 1982 - The Winning Hand con Willie Nelson, Brenda Lee e Dolly Parton
- 1984 - Music from Songwriter con Willie Nelson

## Filmografia

### Cinema
- Fuga da Hollywood (The Last Movie), regia di Dennis Hopper (1971)
- Per 100 chili di droga (Cisco Pike), regia di Bill L. Norton (1972)
- Pat Garrett e Billy Kid (Pat Garrett and Billy the Kid), regia di Sam Peckinpah (1973)
- Alice non abita più qui (Alice Doesn't Live Here Anymore), regia di Martin Scorsese (1974)
- Voglio la testa di Garcia (Bring Me the Head of Alfredo Garcia), regia di Sam Peckinpah (1974)
- È nata una stella (A Star Is Born), regia di Frank Pierson (1976)
- Convoy - Trincea d'asfalto (Convoy), regia di Sam Peckinpah (1978)
- I cancelli del cielo (Heaven's Gate), regia di Michael Cimino (1980)
- Songwriter - Successo alle stelle (Songwriter), regia di Alan Rudolph (1984)
- Flashpoint, regia di William Tannen (1984)
- Stati di alterazione progressiva (Trouble In Mind), regia di Alan Rudolph (1985)
- Big Top Pee-Wee - La mia vita picchiatella (Big Top Pee Wee), regia di Randal Kleiser (1988)
- Millennium, regia di Michael Anderson (1989)
- Ritorno dalla morte (Welcome Home), regia di Franklin J. Schaffner (1989)
- Delitto a teatro (No Place to Hide), regia di Richard Danus (1993)
- Knights - I cavalieri del futuro (Knights), regia di Albert Pyun (1993)
- Stella solitaria (Lone Star), regia di John Sayles (1996)
- Fire Down Below - L'inferno sepolto (Fire Down Below), regia di Félix Enríquez Alcalá (1997)
- La figlia di un soldato non piange mai (A Soldier's Daughter Never Cries), regia di James Ivory (1998)
- Blade, regia di Stephen Norrington (1998)
- Dance with Me, regia di Randa Haines (1998)
- Payback - La rivincita di Porter (Payback), regia di Brian Helgeland (1999)
- Limbo, regia di John Sayles (1999)
- Molokai: The Story of Father Damien, regia di Paul Cox (1999)
- Planet of the Apes - Il pianeta delle scimmie (Planet of the Apes), regia di Tim Burton (2001)
- Chelsea Walls, regia di Ethan Hawke (2001)
- Blade II, regia di Guillermo del Toro (2002)
- D-Tox, regia di Jim Gillespie (2002)
- Blade: Trinity, regia di David S. Goyer (2004)
- The Jacket, regia di John Maybury (2005)
- Dreamer - La strada per la vittoria (Dreamer: Inspired By a True Story), regia di John Gatins (2005)
- The Wendell Baker Story, regia di Andrew Wilson (2005)
- Disappearances, regia di Jay Craven (2006)
- Fast Food Nation, regia di Richard Linklater (2006)
- La verità è che non gli piaci abbastanza (He's Just Not That into You), regia di Ken Kwapis (2008)
- Lords of the Street, regia di Amir Valinia (2008)
- L'incredibile storia di Winter il delfino (Dolphin Tale), regia di Charles Martin Smith (2011)
- Un nuovo amico per Whitney (The Greening of Whitney Brown), regia di Peter Skillman Odiorne (2011)
- Legami di sangue - Deadfall (Deadfall), regia di Stefan Ruzowitzky (2012)
- The Motel Life, regia di Alan Polsky e Gabe Polsky (2012)
- Joyful Noise - Armonie del cuore (Joyful Noise), regia di Todd Graff (2012)
- L'incredibile storia di Winter il delfino 2 (Dolphin Tale 2), regia di Charles Martin Smith (2014)
- 7 minuti - Rapina fuori controllo (7 Minutes), regia di Jay Martin (2014)
- Blaze, regia di Ethan Hawke (2018)

### Televisione
- Muppet Show (The Muppet Show) – serie TV, episodio 3x01 (1978)
- Stagecoach, regia di Ted Post - film TV (1986)
- Ricercato vivo o morto (The Tracker) - film TV (1988)
- Texas Rising - miniserie TV (2015)
- Amerika - miniserie TV (1987)

### Doppiatore
- Supercuccioli sulla neve (Snow Buddies), regia di Robert Vince (2008)
- Fallout: New Vegas (2010) - videogioco

## Doppiatori italiani
Nelle versioni in italiano delle opere in cui ha recitato, Kris Kristofferson è stato doppiato da:
- Carlo Sabatini in Voglio la testa di Garcia, Dance with me, La verità è che non gli piaci abbastanza
- Pino Colizzi in Per 100 chili di droga, È nata una stella
- Glauco Onorato in Stella solitaria, Payback - La rivincita di Porter
- Dario Penne in Fire Down Below - L'inferno sepolto, Limbo
- Michele Gammino in Blade, The Jacket
- Sergio Graziani in Blade II, Blade: Trinity
- Stefano De Sando in D-Tox, Legami di sangue - Deadfall
- Rodolfo Bianchi in L'incredibile storia di Winter il delfino, L'incredibile storia di Winter il delfino 2
- Michele Kalamera ne I cancelli del cielo, Maddox
- Sandro Iovino in Pat Garrett e Billy Kid
- Marcello Tusco in Alice non abita più qui
- Giancarlo Maestri in Convoy - Trincea d'asfalto
- Francesco Carnelutti in Stati di alterazione progressiva
- Cesare Barbetti in Big Top Pee-wee - La mia vita picchiatella
- Rino Bolognesi in Ricercato vivo o morto
- Raffaele Farina in Millennium
- Oreste Rizzini in La figlia di un soldato non piange mai
- Maurizio Reti in Le ragazze della notte
- Mauro Magliozzi in Planet of the Apes - Il pianeta delle scimmie
- Manlio De Angelis in Bloodworth - Province della notte
- Paolo Buglioni in La terra del ritorno
- Giorgio Lopez in Dreamer - La strada per la vittoria
- Giovanni Battezzato in The Wendell Baker Story
- Paolo Marchese in Fast Food Nation
- Gino La Monica in Texas Rising
- Carlo Petruccetti in Muppet Show (ridoppiaggio)

Da doppiatore è sostituito da:
- Bruno Alessandro in Supercuccioli sulla neve
- Saverio Moriones in Fallout: New Vegas